# Helios Klinikum Niederberg

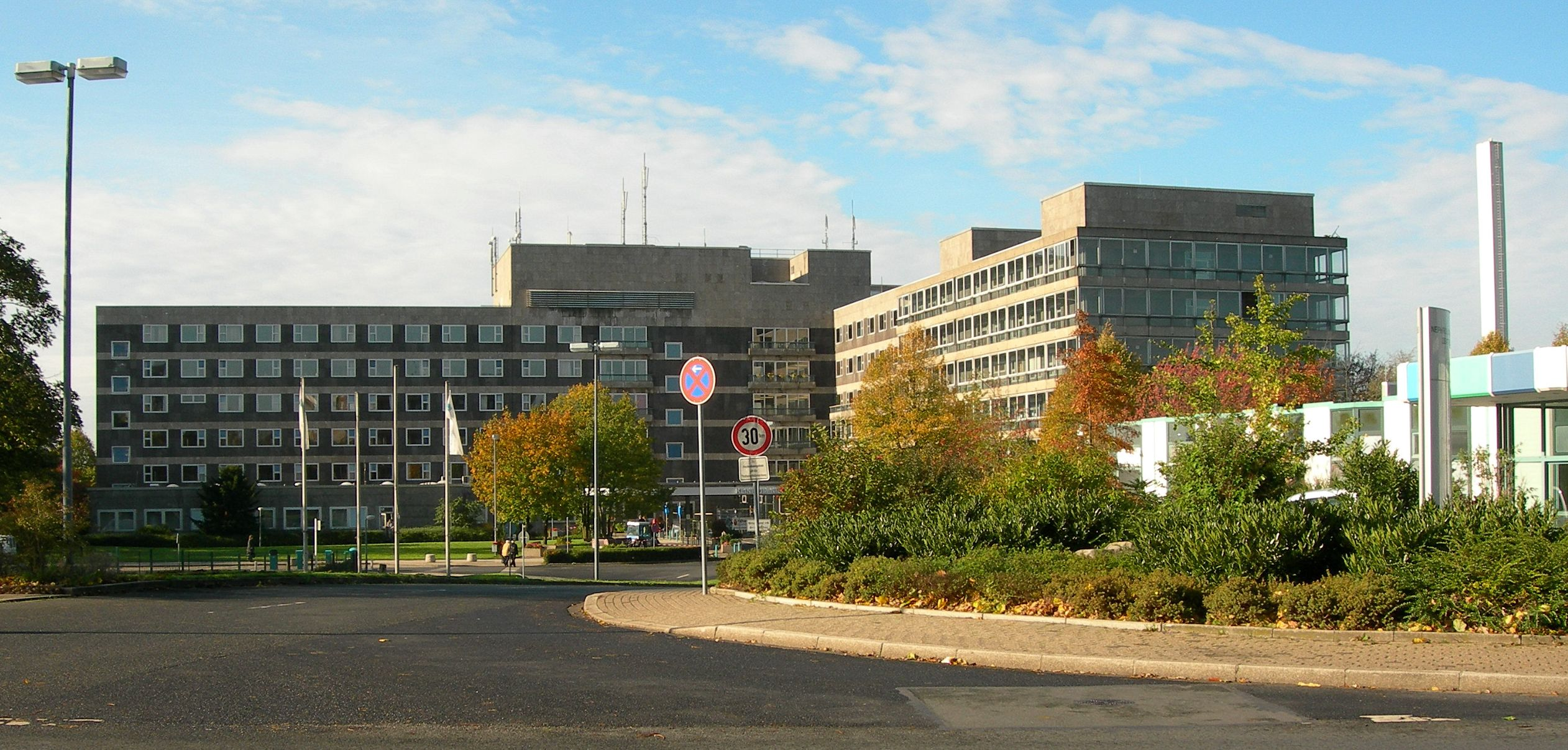
Klinikgebäude des Helios Klinikums Niederberg

Das Helios Klinikum Niederberg ist ein Krankenhaus in Velbert. Das Helios Klinikum Niederberg ist Akademisches Lehrkrankenhaus der Universität Duisburg-Essen. Gelegen ist das Helios Klinikum Niederberg am Nordrand des Stadtgebietes von Velbert in einem Areal mit vielen Grünflächen, nahe einem Landschaftsschutzgebiet. Pro Jahr werden rund 20.000 Patienten stationär sowie 30.000 ambulant behandelt.

## Geschichte
Als städtische Einrichtung am Standort in der Robert-Koch-Str. 2 im Jahr 1978 eröffnet, wurde das Klinikum Niederberg ab 2003 in Form einer gemeinnützigen GmbH geführt, wobei der Zweckverband Klinikum Niederberg der Städte Velbert und Heiligenhaus alleiniger Gesellschafter war. Ein hoher Sanierungsbedarf (nicht zuletzt aufgrund einer schlechten Energiebilanz), verbunden mit einer drohenden Insolvenz, veranlasste den kommunalen Träger im Jahr 2016, das Haus zu veräußern; im Bieterverfahren setzte sich die Klinikgruppe Helios durch, die zunächst plante, die bestehende Bausubstanz komplett abzureißen und durch einen Neubau zu ersetzen. Letztendlich wurde jedoch entschieden, das Gebäude zu erhalten und zusätzlich, parallel zum laufenden Klinikbetrieb, einen Neubau für die künftige Patientenversorgung zu erstellen. Hierfür wurde im September 2021 der Grundstein gelegt, der Bezug ist für 2024 geplant.  Der aktuelle Bestandsbau soll nach Komplettsanierung in Zukunft für Verwaltung, Lager, Logistik und Cafeteria Verwendung finden.
Das Klinikum Niederberg ist als Krankenhaus der Schwerpunktversorgung ausgewiesen und mit rund 470 Betten das größte Krankenhaus im Kreis Mettmann.

## Einrichtung
Das Helios Klinikum Niederberg ist in folgenden Kliniken, Fachgebieten und Zentren aufgeteilt:

### Kliniken und Fachgebiete
- Allgemein- und Viszeralchirurgie
- Anästhesie, Intensivmedizin und Schmerztherapie
- Akutgeriatrie und Frührehabilitation
- Frauenheilkunde und Geburtshilfe
- Gastroenterologie, Hepatologie und Palliativmedizin
- Gefäßchirurgie
- Krankenhaushygiene und Infektionsprävention
- Kardiologie, Angiologie und Diabetologie
- Kinder- und Jugendmedizin, Kinderneurologie
- Orthopädie, Unfallchirurgie und Sporttraumatologie
- Pneumologie
- Psychiatrie, Psychotherapie und Psychosomatik
- Radiologie
- Urologie und Nephrologie
- Wirbelsäulenchirurgie
- Zentrale Notaufnahme (ZNA)

### Sektionen
- Akute Schlaganfallversorgung
- Alterstraumatologie
- Chest Pain Unit
- Diabetologie
- Endoprothetik
- Fußchirurgie
- Nephrologie
- Multimodale Schmerztherapie
- Palliativmedizin

### Medizinische Zentren
- Alfa-Pump Zentrum
- Darmzentrum*
- Endoprothetikzentrum*
- Fußzentrum
- Hernienzentrum*
- Kontinenzzentrum
- Interdisziplinäres Herz- und Gefäßzentrum
- Prostatazentrum
- Perinatologischer Schwerpunkt
- regionales Traumazentrum*
- Leberzentrum

(*zertifiziertes Zentrum)
Die Klinik besitzt einen Park.